# Verbe pronominal
En grammaire, un verbe pronominal ou verbe réfléchi est un verbe dont la conjugaison s'accompagne d'un pronom réfléchi en fonction du complément d'objet direct ou indirect, renvoyant au même référent que le sujet. Le verbe pronominal est donc un pronom personnel conjoint suivi d'un participe passé. C'est une des formes d'expression grammaticale de la réflexivité ou de la  réciprocité.
Certains grammairiens considèrent que les verbes pronominaux forment une voix verbale spécifique, et parlent de voix pronominale ou de conjugaison pronominale.

## Pronom personnel conjoint
- Je/me
- Tu/te
- Il/se
- Nous/nous
- Vous/vous
- Ils/se

## Sémantique

### Emploi réfléchi

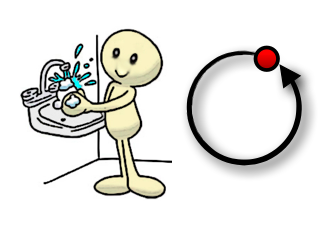
Verbe pronominal réfléchi:
Il se lave Le sujet exerce l'action sur lui-même

Un verbe pronominal est de sens réfléchi quand le sujet désigne un agent exerçant une action sur lui-même (physiquement, mentalement…), ou dans son intérêt. Dans ce cas, le pronom réfléchi désigne l'agent lui-même, et est en même temps l'objet de l'action.
- Il se lave soigneusement (= il lave son corps)
- Vous vous cultiverez en fréquentant les bibliothèques (= vous cultiverez votre esprit)
- Elle s'est acheté un télescope (= elle l'a acheté pour elle-même)

Dans certaines langues d'Europe, il est possible d'employer un verbe pronominal conjoint à un complément d'objet direct pour indiquer une partie du corps sur laquelle le sujet exerce son action :
- français : Elle se lave les mains.
- espagnol : Ella se lava las manos.
- allemand : Sie wäscht sich die Hände.

Mais ce n'est pas le cas dans une langue comme l'anglais, qui n'utilise pas de verbe réfléchi dans ce cas mais un adjectif possessif : She washes her hands. (Littéralement : « Elle lave ses mains ».)

### Emploi réciproque
Un verbe pronominal de sens réciproque exprime une action qu'un sujet pluriel ou collectif exerce non par chacun de ses référents sur lui-même, mais par chacun sur les autres référents exprimés par le sujet, ou dans leur intérêt.
- Les deux hommes se battaient.
- Nous nous parlons pour passer le temps
- Elles s'envoient des cadeaux.

### Emploi comme voix passive

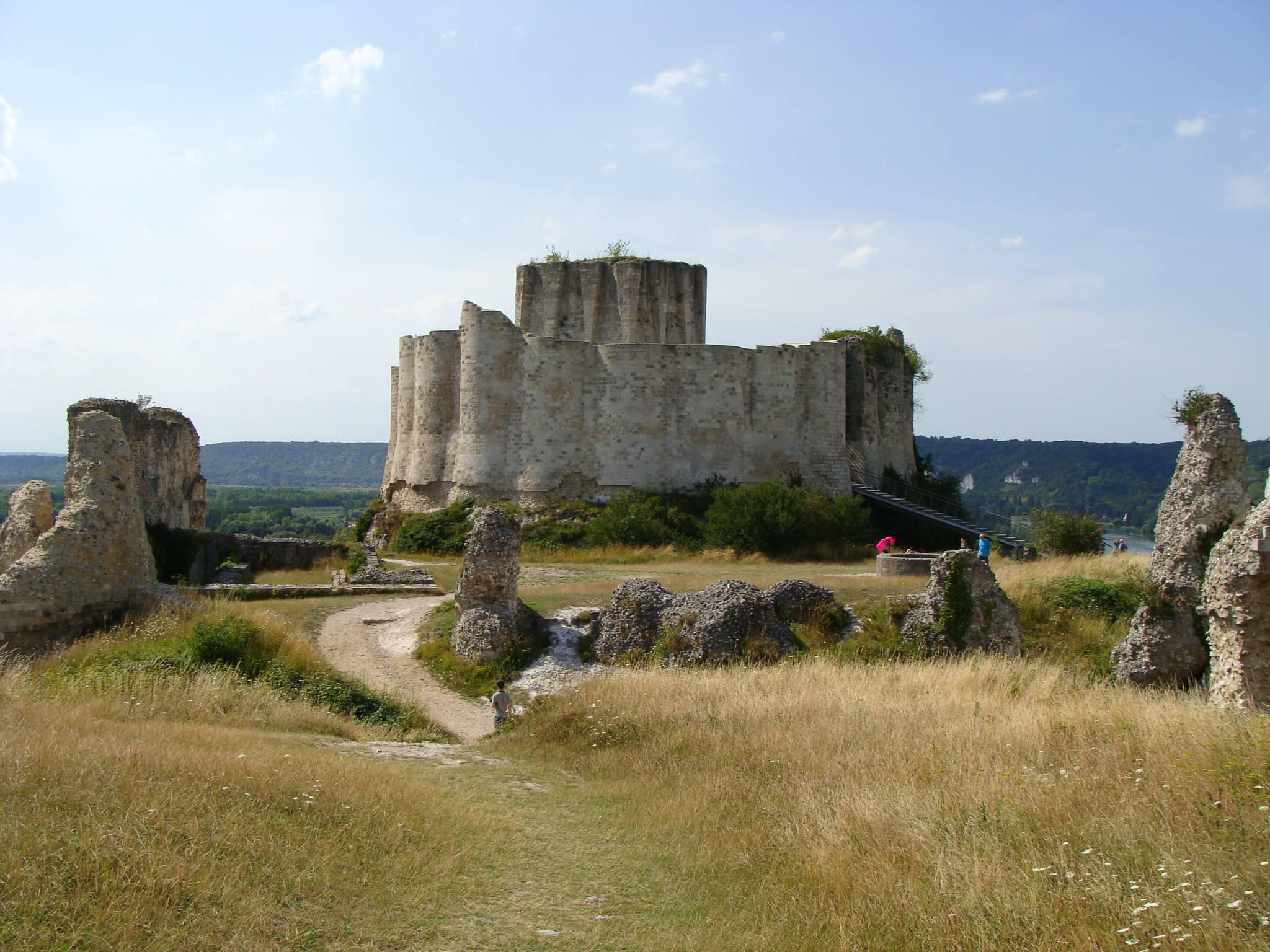
Cette forteresse s'est construite en moins de deux ans.
Mais... par quel agent ?
Cette forteresse a été construite par Richard Cœur de Lion.

Dans de nombreuses langues, comme les langues romanes et les langues slaves, les verbes pronominaux expriment souvent la voix passive. Dans ce type de construction, le sujet subit l'action sans l'accomplir lui-même. Ordinairement l'agent n'est pas indiqué et reste vague : la forme pronominale traduit alors la notion de décausatif.
- La porte s'est refermée brusquement.
- Les petits appartements se vendent mieux que les grands.
- Ce vin se boit très frais.
- Tout s'oublie avec le temps.

### Emploi comme voix moyenne
Certaines langues recourent à un verbe pronominal pour exprimer la voix moyenne, qui indique que le sujet est lui-même affecté par l'action qu'il accomplit, dans son intérêt ou à son détriment. Le pronom réfléchi prend alors fonction de complément d'objet second, à côté du complément d'objet direct non réfléchi qui indique ce sur quoi porte l'action.
Le français en fournit des exemples, notamment dans un registre familier ou affectif :
- On s’est enfilé six crêpes chacun.
- Michelle s'est tapé trois heures de route.
- Combien tu crois qu'elle s'en est farci ?